# پتروپارس
پتروپارس (به انگلیسی: PetroPars) شرکت خدمات مهندسی نفت و گاز ایرانی است، که از شرکت‌های تابعه شرکت نیکو به‌شمار می‌آید و از زیرمجموعه‌های فرعی شرکت ملی نفت ایران محسوب می‌شود. این شرکت در زمینه توسعه میادین گازی، همچنین ارائه خدمات فنی، مهندسی و جانبی نفت و گاز، در مناطق خشکی و دریایی، فعالیت می‌کند.

## تاریخچه
شرکت پتروپارس در سال ۱۳۷۶ توسط شرکت سرمایه‌گذاری نفت ایران و با هدف اجرای طرح توسعه فاز ۱ پارس جنوبی به یک شرکت پیمانکار عمومی با سرمایه ایرانی، به روش بیع متقابل، تأسیس شد. دفتر مرکزی این شرکت در تهران قرار دارد. عمده فعالیت شرکت پتروپارس تاکنون در بخش توسعه میادین گازی متمرکز بوده، که بخش اعظم آن به پروژه‌های توسعه فازهای ۱، ۶، ۷، ۸، ۱۱، ۱۲ و ۱۹ میدان گازی پارس جنوبی باز می‌گردد. از سایر پروژه‌های انجام شده توسط این شرکت می‌توان به توسعه میدان گازی کیش، توسعه میدان گازی فرزاد ای و نیز توسعه میدان کابیندای شمالی واقع در کشور ونزوئلا را اشاره کرد.
در فاصله سال‌های ۱۳۸۷ تا ۱۳۸۸ شرکت پتروپارس تا مرز واگذاری به بخش خصوصی پیش رفت و در مرحله اول، از سوی سازمان خصوصی‌سازی، قیمت پایه ۶۱٪ از سهام آن، معادل ۲۱۲ میلیارد تومان برآورد گردید، که به کنسرسیومی متشکل از قرارگاه سازندگی خاتم‌الانبیا، آستان قدس رضوی و شرکت کیسون واگذار شد، اما پس از مدتی به دلیل عدم اجرای تعهدات و معتبر نبودن اسناد بانکی، این قرارداد عملی نشد.

## شرکت‌های تابعه
شرکتِ پتروپارس دارای هفت شرکت تابعه است که در کدام شرح وظایف و ماموریت‌های مختلفی را بر عهده دارند. 

### شرکت خدمات چاه‌های نفت پتروپارس
شركت پوسكو (شرکت خدمات چاه‌ های نفت پتروپارس) در خردادماه سال 1382 با هدف ارتقای زنجیره ارزش شركت پتروپارس در جزیره كیش با مالكیت این شركت به ثبت رسید و عملیات حفاری چاه‌‌های توصیفی و توسعه‌‌ای را انجام می‌دهد. مدیریت پروژه های حفاری، مطالعات مهندسی حفاری، تامین تجهیزات و کالاهای مورد نیاز حفاری، ناظر عملیات های حفاری، مطالعات زمین شناسی و مهندسی نفت، تامین و تدارک خدمات لجستیکی و مدیریت عملیات پشتیبانی از طریق پایگاه ها ازجمله وظایف این شرکت تعریف شده است.

### انستیتو نفت و گاز پتروپارس کیش
فعالیت شرکت پتروپارس PPL و شرکت پتروپارس ایران PPI تمرکز بر اکتشاف، احداث، بهره‎‌برداری، پالایش و تعمیر و نگهداری پروژه‌‌های کلان صنعت نفت و گاز متمرکز شده است، از این رو ضرورت تاسیس شرکتی که بتواند ه در اجرا و تسهیل خدمات پروژه‎‌ها فعالیت کند، منجر به راه ‎اندازی انستیتو نفت و گاز پتروپارس کیش شد. انستیتو نفت و گاز پتروپارس کیش از شرکت ‎های تابعه گروه شرکت‎ های پتروپارس است که انحصارا ۴۰ درصد از سهام آن به شرکت پتروپارس و ۶۰ درصد از سهام آن به شرکت پتروپارس ایران تعلق دارد. این شرکت در سال 2016 طی بازنگری در ساختار پس از سپری کردن دوره توقف فعالیت‌ها (سال‎ های 2011 تا 2016)، دوباره در منطقه آزاد تجاری و صنعتی کیش تاسیس شد.
این شرکت در زمینه ‎هایی شامل مهندسی مفهومی، مهندسی پایه، مهندسی تفصیلی، مهندسی خرید و خدمات ساخت در پروژه های بالادستی، میان ‎دستی و پایین‎ دستی صنایع نفت و گاز فعالیت کند.

### تکنولوژی تکمیل چاه کیش (KCT)
شرکت تکنولوژی تکمیل چاه کیش (KCT) در سال 1393 تاسیس و در جزیره کیش ثبت شده است. هدف اولیه تاسیس این شرکت ساخت و بومی سازی تجهیزات درون چاهی بویژه در زمینه رشته تکمیلی معمولی و تک قطری و شیرهای ایمنی درون چاهی بوده است.

### شرکت پتروپارس ریسورسز اینجینیرینگ (PRE)
شرکت پتروپارس ریسورسز اینجینیرینگ (PRE) در سال 1383 با مسئولیت محدود تحت قوانین جمهوری اسلامی ایران در جزیره کیش تاسیس شده است.

### شركت بهره ‎برداری و مدیریت پتروپارس آریاکیش
شركت بهره ‎برداری و مدیریت پتروپارس آریاکیش (سهامي خاص) توسط سهامداران شركت پتروپارس ايران و شركت مهندسی منابع پتروپارس در تاريخ ۹ تیرماه ۱۳۸۸ تأسيس شده و با شماره 7791 در اداره ثبت شركت‎‌ها و مالكيت‌های صنعتی منطقه آزاد كيش به ثبت رسيده است. عمده فعالیت ‎های این شرکت شامل خدمات مدیریت و مشاوره در صنعت نفت، گاز و پتروشیمی، پیش راه ‎اندازی، راه‎ اندازی، استارت آپ و تست عملکرد، بهره‎ برداری و مدیریت و خرید کالا و قطعات یدکی است.

### شركت پتروپارس ايران
شركت پتروپارس ايران در سال 1381 به عنوان يك سازمان پروژه محور كه در اجراي پروژه های صنايع نفت، گاز و پتروشيمی و به عنوان پيمانكار مهندسی، خريد و ساخت و مديريت پيمان در راستی تحقق اهداف گروه پتروپارس تأسيس شد.

## ماموریت
ارزش ‎آفرینی در صنعت نفت و گاز از طریق مدیریت و اجرای زنجیره فعالیت‌های مربوط به اکتشاف، توسعه، بهره برداری و تولید ازجمله ماموریت‌های این شرکت به حساب می‌آید.  

## پروژه‌های بین‌الملل
در سال ۲۰۰۹، شرکت پتروپارس ۱۰ درصد از سهام مشارکت در اکتشاف و توسعه میدان نفتی خشکی کابیندای شمالی در آنگولا را خریداری کرد. در این پروژه شرکت هایChina Sonangol, P&P Sonangol, ENI, Inpex Group, SOCO و ACERP مشارکت داشتند. این اولین فعالیت بین المللی پتروپارس بود که به عنوان یک شریک غیر اپراتور در اکتشاف و تولید، مشارکت می‌کرد. کارفرمای این پروژه شرکت نفت آنگولا (سونانگول) بود. پروژه مشارکت در توسعه بلوک نفت سنگین دوبوکوبی ونزوئلا که بلوک نفتی دوبوکوبی در بخش شرقی کشور ونزوئلا و در جنوب شرقی شهر التیگره در حاشیه شمالی کمربند نفتی اورینوکو قرار دارد و وسعت آن در حدود ۳۵۳ کیلومتر مربع است. پتروپارس در این پروژه سهمی ۲۶ درصدی از کل سرمایه گذاری در این بلوک را داشت.

## چشم انداز
این شرکت چشم‌انداز فعالیت‌های صنعتی خود را در چهار محور توضیح داده است. 
- تبدیل شدن به یک شرکت بین‎ المللی اکتشاف و تولید (E & P)
- تمرکز کامل بر روی زنجیره ارزش محصولات بالادستی
- مدیریت و اجرای فعالیت‌های مربوط به اکتشاف، توسعه و تولید میدان‌های نفت و گاز در ایران و همچنین کشورهای همسایه، آفریقا و آمریکای جنوبی
- ایجاد تنوع در سبد کسب و کار خود و جذب فرصت ‎های جدید در مجموعه زنجیره ارزش نفت و گاز[۱۸]

## سهامداران
سهام شرکت پتروپارس به صورت کامل متعلق به شرکت (NICO) از شرکت‌های تابعه شرکت ملی نفت ایران(NIOC) است.

## مسئولیت‌های اجتماعی
مدیریت بهداشت، ایمنی، محیط زیست و کیفیت (HSEQ) این شرکت در سال 2014 به عنوان نماینده و عضو کمیته رهبری مسئولیت اجتماعی صنعت نفت انتخاب شد و مطابق سیاست‌های کلان وزارت نفت در زمینه مسئولیت اجتماعی را پیگیری کند که برخی از فعالیت‌های مسئولیت‌های اجتماعی این شرکت در زیر آورده شده است.
- گسترش فرهنگ حفاظت از محیط‎ زیست
- رعایت دقیق حد و حدود رهاسازی گازهای سمی
- تلاش برای کاهش آلودگی محیط زیست اعم از عمدی یا غیرعمدی
- حمایت از ایجاد فضای سبز در اطراف تاسیسات
- ارزشیابی دوره‌ای اقدامات و عملیات مرتبط با حفاظت از محیط ‎زیست
- ارزشیابی آثار بلندمدت فعالیت‌ها و عملیات شرکت بر محیط‎ زیست

## زمینه فعالیت
شروع فعالیت‌های شرکت پتروپارس با انجام مطالعات میدان نفت و گاز بود. سپس با حفاری چاه‌های آزمایشی و توسعه‌ای و پس از آن توسعه تاسیسات ساحلی و دریایی ادامه داد و در نهایت وارد فعالیت‌های مربوط به ایجاد تاسیسات بهره‌برداری و عملیات شد. پتروپارس فعالیت‌هایش را در زمینه‌های مختلف نظیر تامین مالی، اکتشاف، مهندسی خرید، ساخت، حفاری، تعمیرات، نگهداری و مدیریت توسعه داد.

## صنعت و دانشگاه
پتروپارس در راستای همراهی بیشتر میان صنعت و دانشگاه، قرارداد تأسیس، راه‌اندازی و راهبری مرکز نوآوری و فناوری نفت، گاز و پتروشیمی و توافق‌نامه رئوس قرارداد همکاری مشترک تحقیق و توسعه در فاز ۱۱ پارس جنوبی بین شرکت پتروپارس و دانشگاه صنعتی شریف را امضا شد.

## تحلیلگران
تحلیلگران اقتصادی معتقدند که تولد «پترو پارس» در شرایطی که ایران با داشتن یکصد سال سابقه شکل‌گیری صنعت نفت، وابستگی شدیدی به توان پیمانکاران خارجی و غربی داشت، باعث شکست انحصار تاریخی و وابستگی به شرکت‌‌های خارجی در صنعت نفت ایران شود و زمینه استقلال داخلی را برای ایران فراهم سازد.